# راکس (موشک)
راکس یک موشک هوا به سطح مستقل با برد دورایستای افزایش‌یافته است که توسط سامانه‌های دفاعی پیشرفته رافائل توسعه یافته است. این موشک که برای درگیری با اهداف ثابت و متحرک با ارزش بالا طراحی شده، به‌ویژه در محیط‌های بدون GPS مؤثر است. این موشک از فناوری‌های سامانه‌های موجود رافائل مانند پوپای و اسپایک بهره می‌برد، و از یک تقویت‌کننده هدف‌گیری موشک اسپارو استفاده می‌کند.
این موشک چندین ویژگی کلیدی از جمله دقت بالا با احتمال خطای دایره‌ای (CEP) ۳ متر، قابلیت کارکرد در روز و شب در تمام شرایط آب و هوایی و مقاومت در برابر اختلال الکترونیکی را ارائه می‌دهد. این موشک به کلاهک نفوذی یا انفجاری ترکشی مجهز است و می‌تواند به خوبی در خارج از پوشش پدافند هوایی دشمن مستقر شود.
برای ناوبری و هدف‌یابی، موشک راکس از ترکیبی از سامانه ناوبری اینرسیایی (INS)، جی‌پی‌اس و یک جستجوگر الکترواپتیکی استفاده می‌کند. سیستم هدایت نهایی از فناوری تطبیق صحنه یا آشیانه‌یابی ضد تشعشع برای اطمینان از انهدام هدف، حتی در سناریوهایی که جی‌پی‌اس در با اختلال مواجه است، بهره می‌برد.
موشک‌های راکس را می‌توان جنگنده اف-۱۶ یا اف-۳۵ شلیک کرد.
از این موشک برای اولین بار در نمایشگاه هوایی هند ۲۰۱۹ در بنگلور رونمایی شد.
فایننشال تایمز گزارش داد که این موشک احتمالاً در حملات فروردین ۱۴۰۳ اسرائیل به ایران مورد استفاده قرار گرفته است.